# Krišjānis Rēdlihs
Krišjānis Rēdlihs (Riga, 15 gennaio 1981) è un hockeista su ghiaccio lettone.
Ha due fratelli, Jēkabs e Miķelis, anche loro hockeisti su ghiaccio.

## Carriera
Nel corso della sua carriera ha indossato le maglie di HK Liepājas Metalurgs (1998-2002), Albany River Rats (2002-2006), HC Fribourg-Gottéron (2006/07), Amur Khabarovsk (2006/07), Linköpings HC (2007/08), Hamburg Freezers (2007/08) e Dinamo Riga (dal 2008/09).
Con la nazionale lettone ha preso parte a tre edizioni dei Giochi olimpici invernali (2006, 2010 e 2014) e a diverse edizioni dei campionati mondiali.